# セルデード

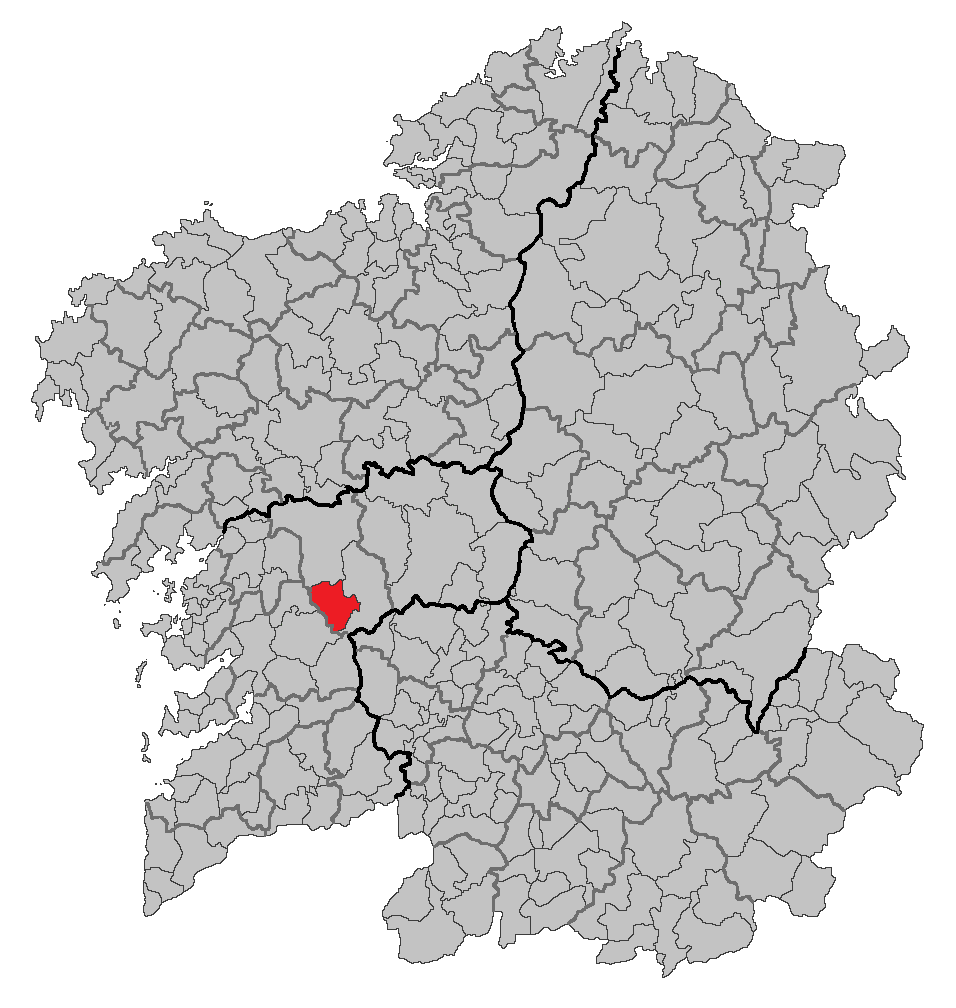

セルデード（Cerdedo）は、スペイン、ガリシア州、ポンテベドラ県の自治体で、コマルカ・デ・タベイロス＝テーラ・デ・モンテスに属する。ガリシア統計局によると、2011年の人口は2,297人（2009：2,290人、2005年：2,333人）。
ガリシア語話者の自治体住民に占める割合は97.93％（2001年）。

## 地理
セルデードはポンテベドラ県の東部に位置し、コマルカ・デ・タベイロス＝テーラ・デ・モンテスに属する。隣接する自治体は、北がア・エストラーダ、南がコトバーデ、東がフォルカレイ、西はカンポ・ラメイロである。
セルデードはア・エストラーダ司法管轄区に属す。

### 人口
出典:INE（スペイン国立統計局）1900年 - 1991年、1996年 - 
住民は8の教区の53の地区（集落）に居住する。

## 政治
自治体首長はガリシア国民党（PPdeG）のシルベストレ・ホセ・バルセイロス・ギナルテ（Silvestre José Balseiros Guinarte）、自治体評議員はガリシア国民党：10、ガリシア社会党（PSdeG-PSOE）：1となっている（2007年自治体選挙の結果）。

## 教区
セルデードは8の教区に分けられる。
- カストロ（サンタ・バイア）
- セルデード（サン・ショアン）
- フィゲイロア（サン・マルティーニョ）
- フォルゴーソ（サンタ・マリーア）
- パラーダ（サン・ペドロ）
- ペドレ（サント・エステーボ）
- キレーサ（サン・トメ）
- トモンデ（サンタ・マリーア）